# Gle Kato
Gle Kato är en kulle i Indonesien.   Den ligger i provinsen Aceh, i den västra delen av landet, 1 800 km nordväst om huvudstaden Jakarta. Toppen på Gle Kato är 208 meter över havet, eller 198 meter över den omgivande terrängen. Bredden vid basen är 4,2 km.
Terrängen runt Gle Kato är kuperad åt nordost, men åt sydväst är den platt. Havet är nära Gle Kato åt sydväst.Runt Gle Kato är det ganska glesbefolkat, med 43 invånare per kvadratkilometer.